# Diamond Stone
Diamond Louis Stone (Milwaukee, 10 febbraio 1997) è un cestista statunitense.

## Carriera

### Los Angeles Clippers (2016-2017)
Venne scelto alla 40ª chiamata del Draft NBA 2016 dai New Orleans Pelicans, che più tardi nella notte lo spedirono ai Los Angeles Clippers (insieme a David Michineau) in cambio di Cheick Diallo.
Fece il proprio esordio in NBA alla seconda partita assoluta della stagione giocata contro gli Utah Jazz disputando gli ultimi 2 minuti della partita vinta dai Clippers 88-75. Durante la stagione Stone giocò molto poco coi losangelini disputando solo 7 partite con loro e 13 in D-League combinate tra Santa Cruz Warriors (4) e Salt Lake City Stars (9). Dalla fine di febbraio in poi non poté più giocare in quanto si infortunò fino alla fine della stagione.
Il 4 luglio 2017 venne ceduto agli Atlanta Hawks, che lo tagliarono il 1º agosto dello stesso anno.

## Statistiche

### Regular season
| Stagione | Squadra       | PG | PI | MPG | FG%  | 3P% | FT% | RPG | APG | SPG | BPG | PPG |
| -------- | ------------- | -- | -- | --- | ---- | --- | --- | --- | --- | --- | --- | --- |
| 2016-17  | L.A. Clippers | 7  | 0  | 3,4 | 23,1 | 0,0 | 100 | 0,9 | 0,0 | 0,0 | 0,1 | 1,4 |

## Palmarès
- Lega Balcanica: 1

Pristina: 2023-24